# Токайдайгаку-маэ
Станция Токайдайгаку-маэ (яп. 東海大学前駅 то:кай дайгаку маэ эки) — железнодорожная станция на линии Одавара, расположенная в городе Хадано, префектуры Канагава. Станция расположена в 57,0 километра от конечной станции линий Одакю - Синдзюку. Станция была открыта 1-го апреля 1927 года под названием Онэ (яп. 大根駅 о:нэ эки). Своё нынешнее название станция получила 9-го марта 1987 года, в том же году было закончено строительство нового здания станции. В непосредственной близости от станции расположен кампус Сёнан университета Токай.

## Планировка станции
2 пути и  2 платформы бокового типа.
| 1 | ■ Линия Одавара | Син-Мацуда, Одавара                                    |
| 2 | ■ Линия Одавара | Сагами-Оно, Син-Юригаока, (Линия Тиёда) Аясэ, Синдзюку |

## Близлежащие станции
| «                   | «                   | Вид обслуживания       | »                   | »                   |
| Odakyū Odawara Line | Odakyū Odawara Line | Odakyū Odawara Line    | Odakyū Odawara Line | Odakyū Odawara Line |
| ------------------- | ------------------- | ---------------------- | ------------------- | ------------------- |
| Цурумаки-Онсэн      |                     | Local                  |                     | Хадано              |
| Цурумаки-Онсэн      |                     | Sectional Semi-Express |                     | Хадано              |
| Цурумаки-Онсэн      |                     | Semi-Express           |                     | Хадано              |
| Цурумаки-Онсэн      |                     | Express                |                     | Хадано              |
| Цурумаки-Онсэн      |                     | Rapid Express          |                     | Хадано              |